# Vòrtex quàntic

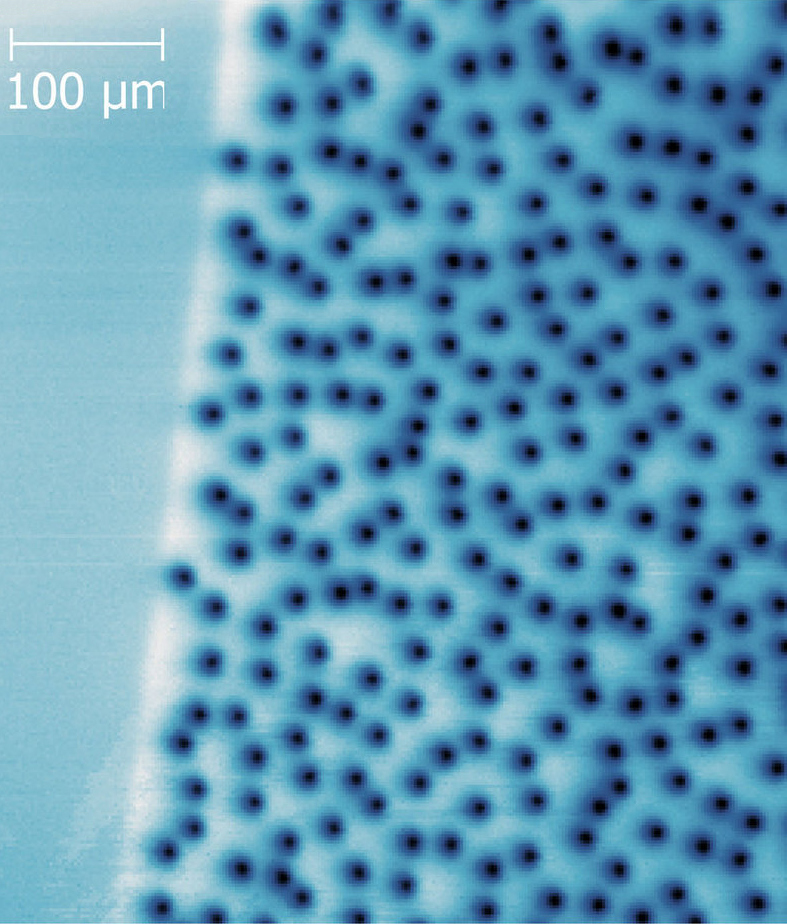

Vòrtex quàntic en una pel·lícula YBCO de 200 nm de gruix capturada per microscòpia d'escaneig SQUID.
En física, un vòrtex quàntic representa una circulació de flux quantificada d'alguna quantitat física. En la majoria dels casos, els vòrtexs quàntics són un tipus de defecte topològic exhibit en superfluids i superconductors. Lars Onsager va predir per primera vegada l'existència de vòrtexs quàntics el 1949 en relació amb l'heli superfluid. Onsager va raonar que la quantificació de la vorticitat és una conseqüència directa de l'existència d'un paràmetre d'ordre superfluid com a funció d'ona contínua espacialment. Onsager també va assenyalar que els vòrtexs quàntics descriuen la circulació del superfluid i va conjecturar que les seves excitacions són responsables de les transicions de fase del superfluid. Aquestes idees d'Onsager van ser desenvolupades per Richard Feynman el 1955 i el 1957 van ser aplicades per descriure el diagrama de fase magnètic dels superconductors tipus II per Aleksei Alekséievitx Abrikóssov. El 1935 Fritz London va publicar un treball molt relacionat sobre la quantificació del flux magnètic en superconductors. El fluxoide de Londres també es pot veure com un vòrtex quàntic.
Els vòrtexs quàntics s'observen experimentalment en superconductors de tipus II (el vòrtex d'Abrikóssov), heli líquid i gasos atòmics (vegeu el condensat de Bose–Einstein), així com en camps de fotons (vòrtex òptic) i superfluids d'excitó-polaritó.
En un superfluid, un vòrtex quàntic "porta" moment angular orbital quantificat, permetent així que el superfluid giri; en un superconductor, el vòrtex porta un flux magnètic quantificat.
El terme "vòrtex quàntic" també s'utilitza en l'estudi de pocs problemes corporals. Sota la teoria de De Broglie-Bohm, és possible derivar un "camp de velocitat" a partir de la funció d'ona. En aquest context, els vòrtexs quàntics són zeros a la funció d'ona, al voltant dels quals aquest camp de velocitat té una forma solenoïdal, similar a la del vòrtex irrotacional en els fluxos potencials de la dinàmica de fluids tradicional.